# Palantio

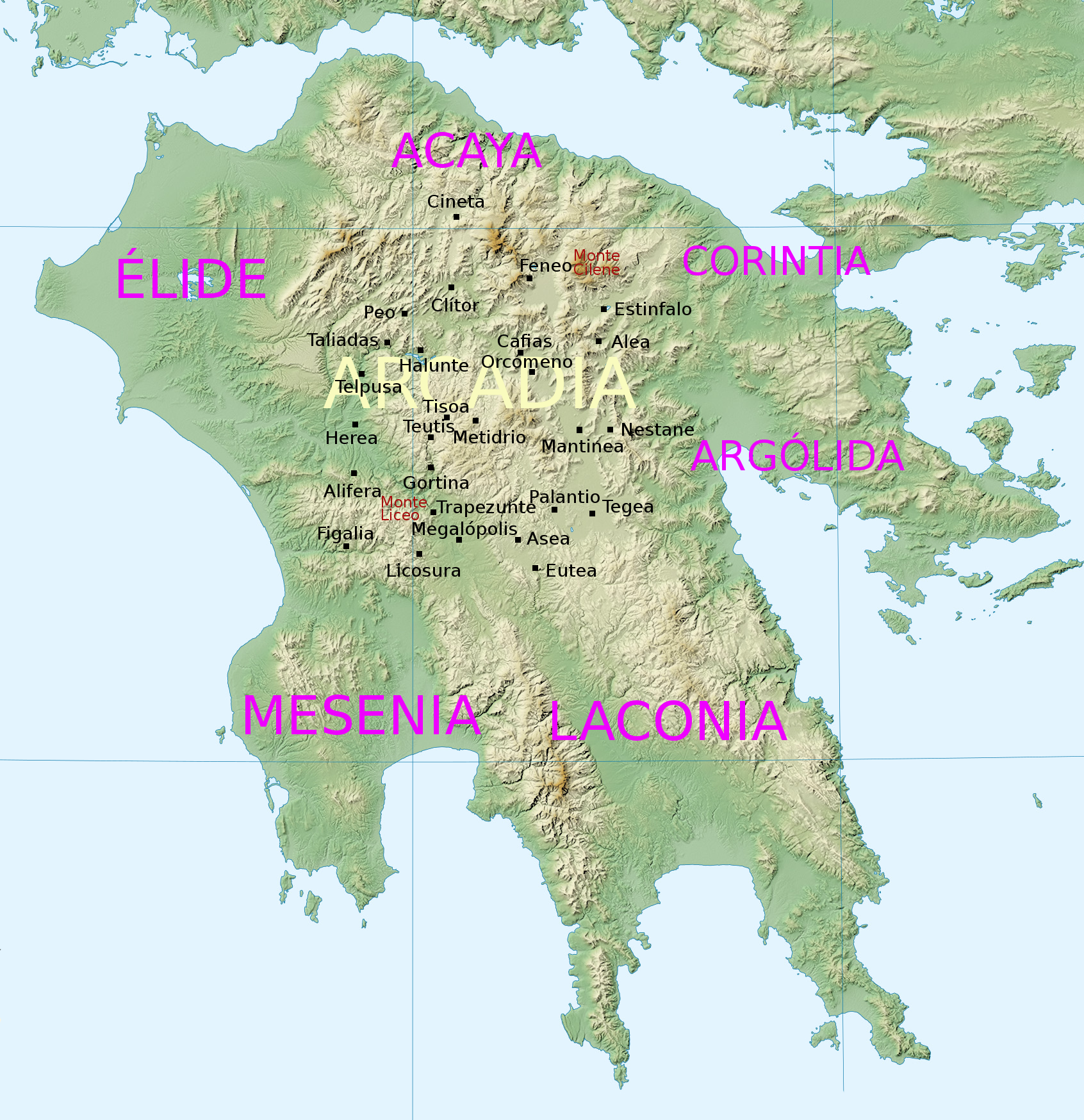
Mapa del Peloponeso con la situación de algunas de las principales ciudades de la antigua Arcadia. Palantio se ubicaba en el sur, al oeste de Tegea.

Palantio (en griego, Παλλάντιον) es el nombre de una antigua ciudad griega de Arcadia.
Según la mitología griega, la ciudad fue fundada por Palas, hijo de Licaón. Fue mencionada por Estesícoro en su obra perdida Gerioneida.
Jenofonte dice que el beocio Epaminondas contaba con que los habitantes de Palantio se le unirían como aliados en la batalla de Mantinea del año 362 a. C.
Pausanias dice que fue una de las poblaciones pertenecientes al territorio de Ménalo que se unieron para poblar Megalópolis.
Pausanias añade que los arcadios habían fundado una ciudad en Italia, a orillas del Tíber, que posteriormente fue una parte de la propia Roma a la que habían llamado Pallantium en honor de la ciudad situada en Arcadia. Por este motivo, el emperador Antonino Pío hizo concesiones a la ciudad de Palantio, puesto que de lo que antes era una aldea hizo una ciudad libre y autónoma.
En Palantio ubicaba Pausanias un templo y estatuas de Palas y Evandro, así como un santuario de Deméter y Coré, y cerca de este último una estatua de Polibio. En la cumbre de un monte que había sobre la ciudad y que le servía de acrópolis había un santuario de dioses cuyos nombres o bien eran desconocidos o bien no se podían nombrar, y los llamaban Cátaros debido a que los sacrificios que les hizo Palas eran diferentes a los que Licaón había hecho a Zeus Liceo.